# Идра (эсминец)
«Идра»/D-97 (греч. Ύδρα) — греческий эскадренный миноносец типа «Дардо». Построен по заказу правительства Греции в 1930—1931 годах на верфи Odero Terni Orlando (OTO) в Сестри Поненте, пригороде Генуи в Италии. Как и предшественник (броненосец «Идра») получил имя одного из трёх основных островов-оплотов греческого флота во время Греческой революции — острова Идра. Два других корабля серии получили имена острова Псара («Псара») и острова Спеце («Спеце»).
Четвёртое судно серии получило имя командующего греческим флотом во время Балканских войн адмирала Кунтуриотиса («Кунтуриотис»)

## Служба
Спущен на воду 21 октября 1931 года. Принят военно-морским флотом Греции в ноябре 1933 года.
Эсминец принял участие в итало-греческой войне (1940—1941), сопровождая конвои. Эсминец принял также участие в рейде в пролив Отранто 15 ноября 1940 года.
В морском англо-итальянском сражении у мыса Матапан группе греческих эсминцев, среди которых был «Идра», была поставлена задача препятствовать отходу итальянского флота. 29 марта 1941 года «Идра» подобрал в море 110 итальянских моряков.
6 апреля 1941 года в войну вступила Германия, пришедшая на помощь итальянцам.
22 апреля 1941 года эсминец получил приказ направиться к островку Флевес, где должен был встретить и сопроводить до острова Крит подводную лодку «Папаниколис» и гружённый боеприпасами флота вспомогательный корабль «Мари Мерск» (Μαρί Μερσκ). У острова Эгина эсминец подвергся атаке 35 немецких самолётов. Из примерно 60 сброшенных бомб ни одна не поразила эсминец, но 8 из них, взорвавшись у корабля, вызвали течь корпуса, что стало причиной затопления корабля у островка Лагуса в заливе Сароникос. При этом, от пулемётного обстрела и осколков, погибли капитан корабля Теодорос Пезопулос и 41 член экипажа.

## Предшествующие носители имени
- Парусный трофейный (египетский) корвет «Идра». Вошёл в состав флота в 1827 году.
- Паровая канонерка «Идра». Вошла в состав флота в 1881 году.
- Броненосец «Идра». Вошёл в состав флота в 1889 году.

## Наследники
- Фрегат «Идра» типа «Идра». Вошёл в состав флота в 1992 году.